# Тронная крепость
Тро́нная кре́пость (рум. Cetatea de Scaun) — средневековая крепость на территории современной Румынии в городе Сучава. Служила резиденцией (до 1572 г.) и местом коронации молдавских господарей. 
Крепость была построена в конце XIV века молдавским господарем Петром I Мушатом, в XV веке существенно укреплена Стефаном III Великим и разрушена в XVII веке, а именно в 1675 году по приказу господаря  Думитрашки Кантакузина. 
Руины включены в список исторических памятников округа Сучавы в 2004
году. В начале XXI века в крепости проводится реставрация.